# Джонсон, Эллсуорт
Эллсуорт Реймонд «Бампи» Джонсон   (англ. Ellsworth Raymond Johnson; род. 31 октября 1905, Чарльстон — умер 7 июля 1968, Нью-Йорк) — американский чернокожий гангстер и криминальный авторитет, правивший в Гарлеме в XX веке.
Прозвище «Бампи» (англ. Bumpy — ухабистый) получил из-за шишки на затылке.

## Биография
Бампи родился и вырос в городе Чарльстоне в штате Южная Каролина в семье Маргарет Моултри и Уильяма Джонсона. Когда ему было 10 лет, его старшего брата Вилли обвинили в убийстве белого человека. Опасаясь возможной толпы линчевателей, его родители заложили свой крошечный дом, чтобы собрать деньги, и отправить Вилли на север, к родственникам. Когда Джонсон стал старше, родители беспокоились о его вспыльчивости и дерзости по отношению к белым, и в 1919 году его отправили жить к старшей сестре Мэйбл в Гарлем. В молодости имел судимость за незаконное ношение оружия. Переехав в Нью-Йорк, вступил на службу к Стефани Сент Клер, известной в те времена в Гарлеме владелице нескольких букмекерских заведений.

### Криминальная деятельность
Некоторое время Бампи осуществлял заказы Стефани, убивая ненужных ей людей. Вскоре перешёл на сторону итальянского криминального авторитета Лаки Лучано, возглавив преступный синдикат нелегальных букмекерских контор в Гарлеме.
К окончанию Второй мировой войны Бампи контролировал уже весь преступный Гарлем, возглавляя поставки героина, проституцию и игровую деятельность.

### В кинематографе
- 1984 — «Клуб «Коттон»», исп. Лоуренс Фишберн;
- 1997 — «Гангстер», исп. Лоуренс Фишберн;
- 2007 — «Гангстер», исп. Кларенс Уильям III;
- 2019 — «Крёстный отец Гарлема», исп. Форест Уитакер;